# ファブリス・ムアンバ
ファブリス・ヌダラ・ムアンバ（Fabrice Ndala Muamba, 1988年4月6日 - ）は、ザイール共和国（現コンゴ民主共和国）・キンシャサ出身の元サッカー選手。ポジションはミッドフィールダー。

## 経歴

### 幼少期
ザイール共和国（現コンゴ民主共和国）のキンシャサ出身。1994年にザイールの情勢悪化から父親がイギリスへと亡命。1999年にファブリスも家族と共にロンドンの父親のもとへ向かい、永住権を得た。11歳でロンドンへと移った当初、ファブリスは英語を話せなかったが、その後は英語、フランス語、数学で優秀な成績を収めた。

### 現役時代

#### クラブ

##### アーセナル
2002年にアーセナルのユースチームに参加し、2004年にはアーセナルのアカデミーに加入。2005年にアーセナルとプロ契約を交わし、10月25日のカーリングカップ・サンダーランド戦でトップチームデビューを果たした。

##### バーミンガム・シティ
2006年に当時フットボールリーグ・チャンピオンシップに所属していたバーミンガム・シティへレンタル移籍。移籍当初は出遅れたもののレギュラーに定着し、献身的なプレーはパトリック・ヴィエラに喩えられ、バーミンガム・シティのプレミアリーグ昇格に貢献。ファンの投票によるバーミンガム・シティの年間最優秀若手選手にも選ばれた。
2007年5月11日にはバーミンガム・シティへ移籍金400万ポンドで完全移籍し、3年契約を締結したことが発表された。2008年3月12日のポーツマス戦でコーナーキックからボレーシュートを決めてプレミアリーグ初得点を記録。リーグ戦では37試合に出場し、レギュラーの地位を盤石なものとしていたが、バーミンガム・シティは19位に終わり1年でチャンピオンシップに降格することとなった。

##### ボルトン・ワンダラーズ
2008年6月16日に移籍金500万ポンド、4年契約でボルトン・ワンダラーズへ移籍。移籍1年目からレギュラーに定着し、2009-10シーズンにはボルトン・ニュース紙が選ぶボルトンの年間最優秀選手に選ばれた。2010年8月7日にはボルトンと新たに4年契約を締結。2011年10月27日にはカーリングカップの古巣・アーセナルとの一戦で得点を決めたが、試合には敗れた。

#### ピッチに倒れる

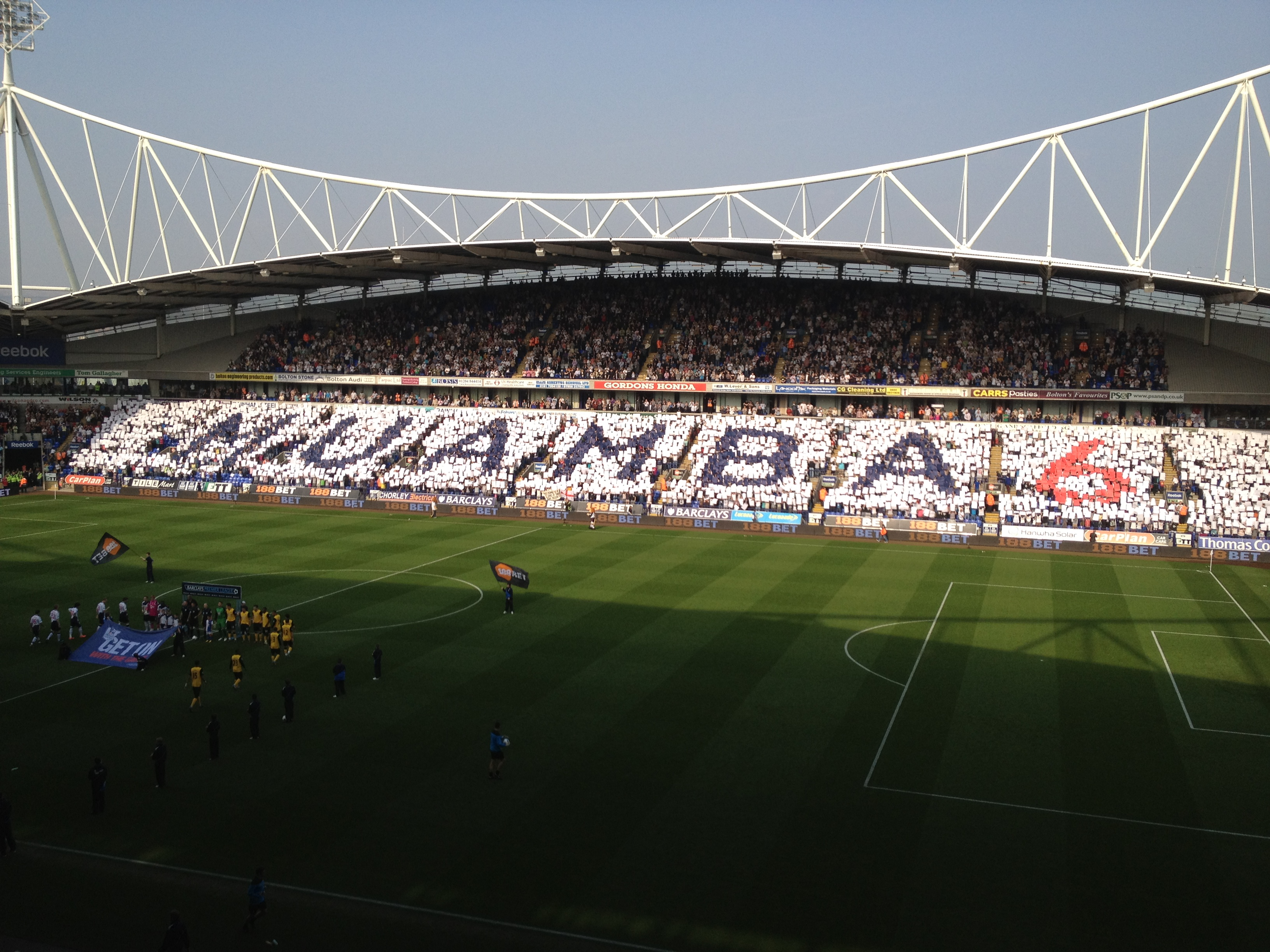
ムアンバが倒れた後ボルトンにとって最初の試合となった3月24日のブラックバーン戦では、ボルトンサポーターからコレオグラフィーによるメッセージが贈られた。

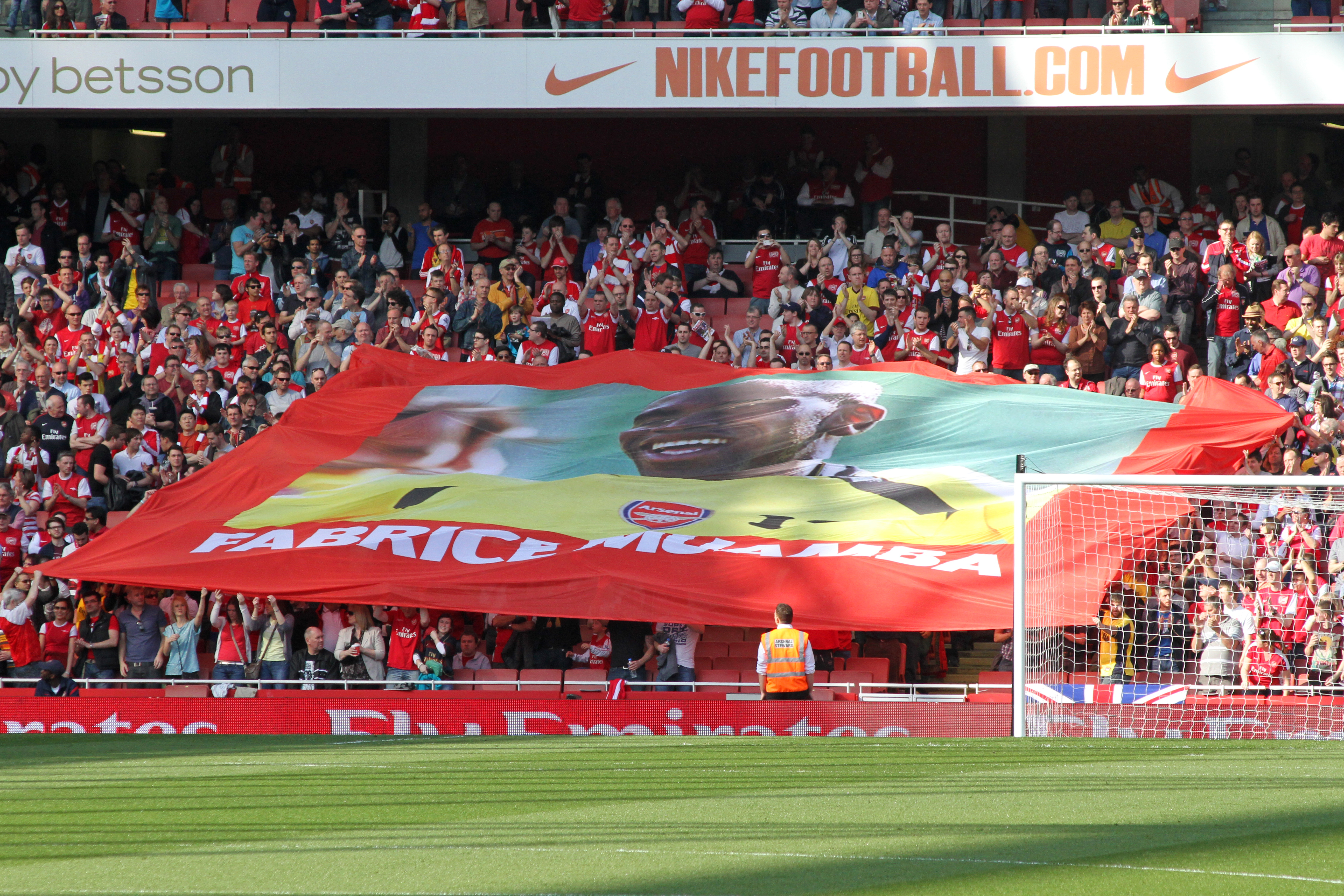
キャリアのスタートであるアーセナルのサポーターからも、ムアンバにメッセージが贈られた。

2012年3月17日にホワイト・ハート・レーンで行われたFAカップ準々決勝のトッテナム・ホットスパー戦の前半42分、選手との接触のない場面で突然ピッチに倒れ込んだ。ムアンバは心停止状態に陥っており、ピッチ上で人工呼吸やAEDによる応急処置の後、ロンドンチェスト病院へと搬送された。搬送の途中で受けた心肺蘇生措置により心臓は動き出したものの容態は変わらず、集中治療室で治療を受けることとなった。
試合はムアンバが倒れたことで中断され、その後審判団により延期が決定された。また、3月20日に行われる予定だったプレミアリーグ29節のアストン・ヴィラ戦も延期になることが発表された。
ムアンバにはアクシデントの直後から、数多くのサッカー選手やファンから回復を祈るメッセージが送られている。
3月19日に入院先の病院で意識を回復し、自発呼吸も回復したことがイギリスのメディアで報道された。倒れた2週間後にはベッドの上で身体を起こし微笑んでいる写真が公開され、4月5日には歩行を再開したことがオーウェン・コイルにより明かされた。アクシデント時と同じカードとなった5月2日のプレミアリーグ第34節、トッテナム・ホットスパー戦（リーボック・スタジアム）では試合開始前にピッチに姿を見せ、両クラブのファンから大きな歓声を受けた。
7月21日にはロンドンオリンピックの聖火リレーに徒歩で参加している。
しかし、医師からの勧告もあり8月15日に現役引退を発表した。

#### 代表
代表ではイングランド代表としてプレーする権利を得て、各世代のイングランド代表に選出。U-19イングランド代表ではキャプテンを務めた。UEFA U-21欧州選手権には2009年大会、2011年大会と2大会連続で出場。2009年大会ではレギュラーとして準優勝に貢献した。
なお、2007年5月にはコンゴ民主共和国代表から招集を受けたが、イングランド代表を選択し固辞している。

### 引退後
2012年11月8日のUEFAヨーロッパリーグ、トッテナム・ホットスパー対NKマリボル戦のハーフタイムに登場し、観客からスタンディングオベーションを浴びた。心停止したホワイト・ハート・レーンへのアクシデント後、初めての訪問であり、ムアンバはピッチの自分が倒れこんだ位置を指差し、涙を流した。
引退後はスポーツジャーナリストを目指し、スタッフォードシャー大学でスポーツジャーナリズムを専攻。自身のルーツであるコンゴ民主共和国も出場したアフリカネイションズカップ2013では、ITVの解説者として参加した。プロフェッショナル・フットボーラーズ・アソシエーションでアドバイザーとしても働き、2015年7月にスタッフォードシャー大学を卒業した。
2015年3月からは指導者としてリヴァプールのアカデミーの練習に参加。2018年9月にはコーチ資格取得に取り組みながら、ロッチデールのU-16チームのコーチを務めている。

## 人物
幼少期を過ごしたコンゴではほとんどの子供がマンチェスター・ユナイテッドのファンだったが、ムアンバは当時から後に加入するアーセナルのファンだった。アーセナル在籍時に比較されることの多かったパトリック・ヴィエラが憧れの存在だった。
先述のように学業でも優秀でムアンバ自身も16歳頃までサッカー選手の道へ進むことを真剣に考えておらず、サッカー選手にならなかったら会計士になっていただろうと語っている。
2012年2月14日にバーミンガム・シティ時代に知り合った女性と結婚した。彼女との間には息子が1人いる。